# Kleszczewo (powiat choszczeński)
Kleszczewo – kolonia w Polsce położona w województwie zachodniopomorskim, w powiecie choszczeńskim, w gminie Choszczno. W latach 1975–1998 miejscowość administracyjnie należała do województwa gorzowskiego. Kolonia wchodzi w skład sołectwa Stary Klukom.

## Geografia
Kolonia leży ok. 1 km na wschód od miejscowości Stary Klukom, nad jeziorem Raduń, przy linii kolejowej nr 351.